# Yelsemia arthropodii
Yelsemia arthropodii är en svampart som beskrevs av J. Walker 2001. Yelsemia arthropodii ingår i släktet Yelsemia och familjen Melanotaeniaceae.   Inga underarter finns listade i Catalogue of Life.